# Gubandru
Gubandru – wieś w Rumunii, w okręgu Aluta, w gminie Baldovinești. W 2011 roku liczyła 134 mieszkańców.